# المدامود
قرية المدامود  هي إحدى القرى التابعة لمركز الزينية في محافظة الأقصر في جمهورية مصر العربية. حسب إحصاءات سنة 2006، بلغ إجمالي السكان في المدامود 15091 نسمة، منهم 7904 رجل و7187 امرأة.